# Castle Trail
Pour les articles homonymes, voir Castle.
Le Castle Trail est un sentier de randonnée américain dans le comté de Jackson, au Dakota du Sud. Ce sentier long de 5 milles et de difficulté moyenne est entièrement situé au sein du parc national des Badlands, l'un de ses départs se trouvant sur la South Dakota Highway 240 à proximité du col Cedar.